# Rienzi
Rienzi, der letzte der Tribunen (Rienzi, den siste tribunen, WWV 49) är en opera i fem akter med text och musik av Richard Wagner. Librettot bygger på Edward Bulwer-Lyttons roman Rienzi, the last of the Roman tribunes (1835). Operans form är grand opera i meyerbeersk stil. Operan skrevs mellan 1838 och 1840 och uruppfördes 20 oktober 1842 på Semperoper i Dresden och var kompositörens första framgång.
Operan utspelar sig i Rom och är baserad på Cola di Rienzos (1313–1354) liv, en senmedeltida italiensk populistisk figur som lyckas överlista och sedan besegra adelsmännen och deras anhängare och höja folkets makt. Till en början är han storsint och tvingas av händelserna att krossa adelns uppror mot folkmakten, men den allmänna opinionen förändras och till och med kyrkan, som hade uppmanat honom att hävda sig, vänder sig emot honom. Till slut bränner befolkningen ner Kapitolium, där Rienzi och några få anhängare har gjort ett sista motstånd.

## Den historiska bakgrunden
Handlingen går tillbaka på händelser i tiden mellan den 20 maj och 15 december 1347, då den italienske socialrevolutionären Cola di Rienzo (1313-54) skapade en kortlivad romersk republik. Till skillnad från vad som sker i operan underkastade sig Rienzo påven Clemens VI, som stod i förbund med adeln, och dödades först sju år senare vid ett nytt försök att skapa en republik. Mot den historiska bakgrunden utvecklar sig i operan en konflikt mellan kärleken, friheten och familjeäran.

## Historia
Rienzi är Wagners tredje fullbordade opera och är till största delen skriven i storslagen operastil. I sin essä "Zukunftsmusik" från 1860 kallade Wagner den "ett verk fullt av ungdomlig eld" som var inspirerat av "Spontinis heroiska opera" och den parisiska grand opera av Daniel Auber, Giacomo Meyerbeer och Fromental Halévy. Rienzis skildringar av pöbeln, den liberala livssyn som förknippas med hjälten och det reaktionära prästerskapets politiska ingripande påminner om Spontinis Vestalen (1807), Halévys Judinnan (1835) och Meyerbeers Hugenotterna (1836). Varje akt avslutas med en förlängd finalensemble och är fylld med solon, duetter, trios och publikscener. Det finns också en utökad balett i akt 2 enligt det accepterade Grand Opera-formatet. Hans von Bülow skulle senare skämta om att "Rienzi är Meyerbeers bästa opera".
Wagner började skriva ett utkast till operan i Riga 1837, efter att ha läst Lyttons roman (även om John Deathridge har hävdat att Wagners verk också bär inflytande från Mary Russell Mitfords "mycket framgångsrika engelska pjäs" Rienzi från 1828). Under ett besök i badorten Boulogne 1839 kom Wagner fram till Meyerbeer med ett partiellt utkast till Rienzi, och den äldre tonsättaren svarade med uppmuntran. Meyerbeer introducerade också Wagner för Ignaz Moscheles, som också bodde i Boulogne. Som Ernest Newman kommenterar, detta var "Wagners första möte med riktiga internationella musikaliska celebriteter". När operan stod klar 1840 hoppades Wagner att den skulle ha premiär på Kungliga operan i Berlin eller på Parisoperan.
Flera omständigheter, bland annat hans brist på inflytande, förhindrade detta. I ett brev av den 28 oktober 1840 skrev Wagners hustru Minna till Wagners vän Apel, som troligen först hade föreslagit att Wagner skulle komponera Rienzi, nämner Wagners hustru Minnas en plan på att framföra ouvertyren till Rienzi "fjorton dagar framåt", men det finns en tydlig indikation på att hennes make just hade suttit i ett fängelse för gäldenärer. Hela partituret till Rienzi färdigställdes den 19 november 1840.
År 1841 flyttade Wagner till Meudon strax utanför Paris, där det var lättare att kringgå skuldlagarna, i väntan på vad som hände för Rienzi, efter att redan ha skrivit till kung Fredrik August II av Sachsen och bett honom att beställa en uppsättning av verket i Dresden.

Paula Lizell som Irene i på Kungliga Operan i Stockholm 1904.

Med stöd av Meyerbeer arrangerades en uppsättning av Rienzi i Dresden. Meyerbeer skrev till chefen för operan i Dresden, baron von Lüttichau, att han fann operan "rik på fantasi och av stor dramatisk effekt". Detta, tillsammans med den föreslagna uppsättningen av Den flygande holländaren i Berlin, som också stöddes av Meyerbeer, övertalade Wagner att återvända till Tyskland i april 1842. Under repetitionerna var artisterna mycket entusiastiska; tenoren Tichatschek, som sjöng titelrollen, var så imponerad av en passage från akt 3 (som senare ströks på grund av operans längd), att "vid varje repetition bidrog var och en av solisterna med en silvergroschen till [en] fond som Tichatschek hade startat ... Ingen misstänkte att det som var ett älskvärt skämt för dem var ett sätt att köpa [Wagner] en extra bit mat som de så väl behövde."
Rienzi hade premiär den 20 oktober 1842 i det nya operahuset i Dresden, ritat av arkitekten Gottfried Semper och invigt året innan. Semper och Wagner blev senare vänner i Dresden, en förbindelse som så småningom ledde till att Semper stod för de ritningar som kom att ligga till grund för Wagners Festspielhaus i Bayreuth.
Urpremiären av Rienzi blev väl mottagen i Dresden trots att den spelades över sex timmar (inklusive pauser). En legend är att Wagner, av rädsla för att publiken skulle ge sig av, stannade klockan ovanför scenen. I sina memoarer Mein Leben erinrade sig Wagner:
"Ingen senare erfarenhet har gett mig känslor som ens tillnärmelsevis liknar dem jag hade denna dag vid uruppförandet av 'Rienzi'. Den alltför välgrundade oron för deras framgång har så dominerat mina känslor vid alla senare uruppföranden av mina verk, att jag aldrig riktigt kunnat njuta av dem eller ta någon större notis om hur publiken betedde sig. [...] Den initiala framgången för 'Rienzi' var utan tvekan säkrad på förhand. Men det tumultartade sätt på vilket allmänheten förklarade sin partiskhet för mig var extraordinärt ... Publiken hade varit starkt benägen att acceptera den, eftersom alla som hade anknytning till teatern hade spridit så gynnsamma rykten. att hela befolkningen såg fram emot vad som förebådades som ett mirakel ... När jag försöker erinra mig mitt tillstånd den kvällen, kan jag bara minnas att det hade alla kännetecknen på en dröm."
Därefter experimenterade Wagner med att ge operan under två kvällar (på förslag av von Lüttichau), och att göra strykningar för att möjliggöra en mer rimlig föreställning under en enda kväll. Efter det att Wagner grundat Bayreuthfestspelen 1876 uttalade han att Rienzi var ovärdig att framföras där och detta efterföljs än idag.
Originalpartituret skänktes 1939 till Adolf Hitler (Rienzi var hans favorit bland Wagners operor) och är nu försvunnet, liksom den kopia Cosima Wagner hade, så det råder en del tvivel om hur originalversionen tedde sig i vissa detaljer. Det finns nämligen olika varianter bland annat av slutet. 1956 gjorde Wieland Wagner en bearbetning där han skrev om Adrianos parti för en tenor och införde omfattande ändringar i handlingen.
Den svenska premiären ägde rum på Stockholmsoperan den 8 juni 1865 och den iscensattes åter med premiär den 28 december 1904.

## Uppförandehistorik
Trots Wagners reservationer förblev Rienzi en av hans mest framgångsrika operor fram till början av 1900-talet. Enbart i Dresden nådde den sin 100:e föreställning 1873 och den 200:e 1908 och den framfördes regelbundet under hela 1800-talet på stora operahus i och utanför Europa, inklusive de i Amerika och England 1878/79. Parispremiären av Rienzi ägde slutligen rum den 6 april 1869 på Théâtre Lyrique under ledning av Jules Pasdeloup. Den amerikanska premiären ägde rum den 4 mars 1878 på Academy of Music i New York och följdes den 27 januari 1879 av den första brittiska föreställningen på Her Majesty's Theatre i London. Ouvertyren var det första verk som framfördes vid invigningen av Henry Wood Promenade Concert i Queen's Hall i London i augusti 1895.
En uppsättning på English National Opera i London, producerad av Nicholas Hytner 1983, placerade hjälten i en kontext av 1900-talets totalitarism. En uppsättning av David Pountney på Wiener Staatsoper 1999 placerade verket i en "nära framtid". Om denna produktion skrev Pountney:
Wagner investerade det musikaliska förverkligandet av 'Rienzi' med den ogenerade extravagansen och smaklösa överdriften hos ett hotell i Las Vegas ... Bara ett självmedvetet och ogenerat bruk av kitsch kan mäta sig med denna musikaliska egomani.
Andra samtida produktioner har varit sällsynta. Föreställningar gavs på Theater Bremen i april/maj 2009 och på Deutsche Oper Berlin och Oper Leipzig i april/maj 2010. I juli 2013, på tvåhundraårsjubileet av Wagners födelse, framfördes för första gången alla Wagners tre tidiga operor, inklusive Rienzi, i Bayreuth, i Oberfrankenhalle. Föreställningen strök vissa delar, bland annat baletten i andra akten. Premiären i Boston producerades en konsert av Odyssey Opera i september 2013 som deras invigningsföreställning. Den australiska premiären var en konsertföreställning av Melbourne Opera i december 2013, som en del av tvåhundraårsfirandet.

## Personer

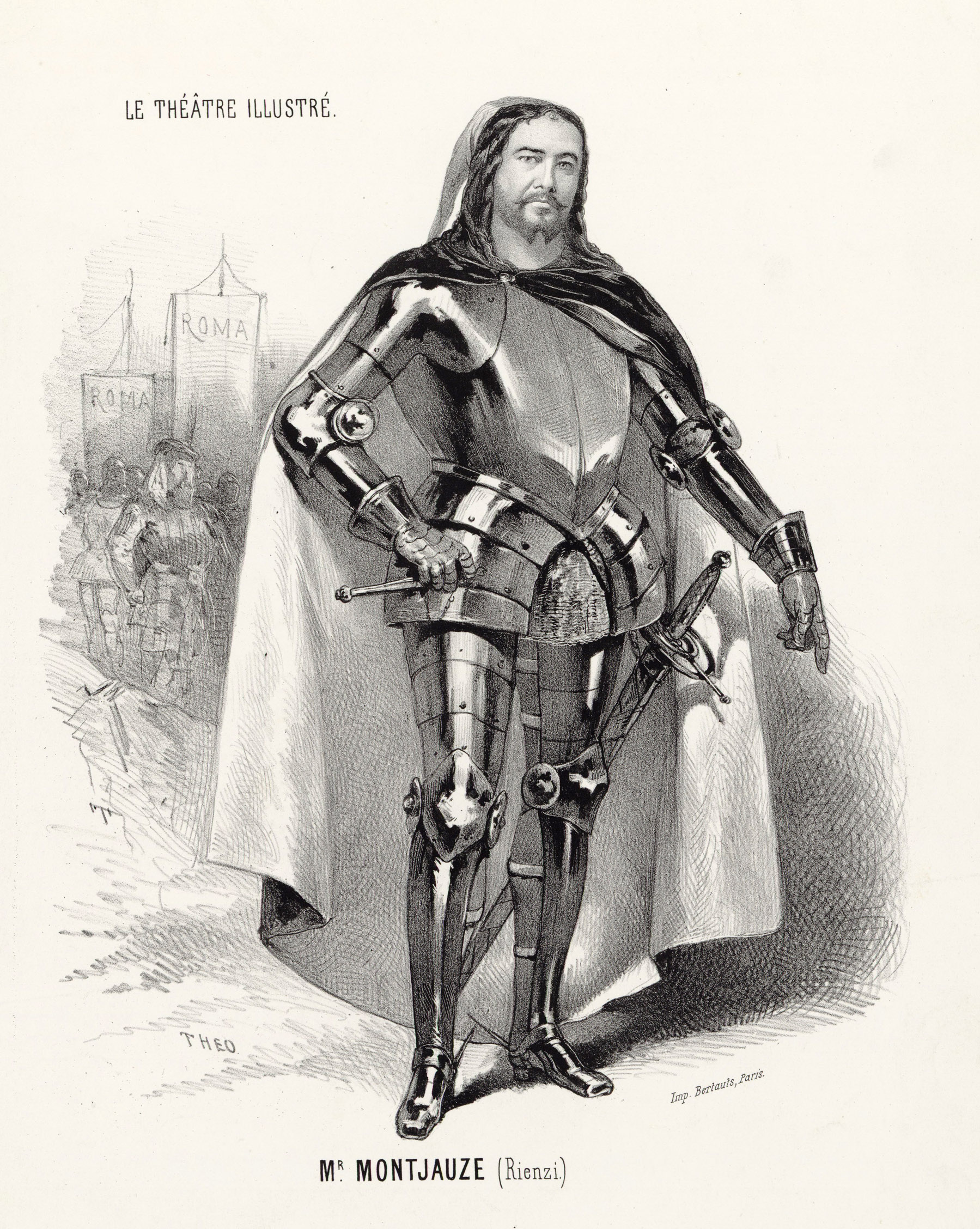
Jules Monjauze (1825–1877) i titelrollen 1869.

| Roller                                                                          | Röstläge | Premiärbesättning 20 oktober 1842 Dirigent: Carl Reißiger |
| ------------------------------------------------------------------------------- | -------- | --------------------------------------------------------- |
| Cola Rienzi, Romersk tribun                                                     | tenor    | Josef Tichatschek                                         |
| Irene, hans syster                                                              | sopran   | Henriette Wüst                                            |
| Stefano Colonna, en adelsman                                                    | bas      | Georg Wilhelm Dettmer                                     |
| Adriano, hans son                                                               | sopran   | Wilhelmine Schröder-Devrient                              |
| Paolo Orsini, en annan patricier                                                | bas      | Johann Michael Wächter                                    |
| Raimondo, påvlig legat                                                          | bas      | Gioacchino Vestri                                         |
| Baroncelli, romersk borgare                                                     | tenor    | Friedrich Traugott Reinhold                               |
| Cecco del Vecchio, romersk borgare                                              | bas      | Karl Risse                                                |
| En fredsbudbärare                                                               | sopran   | Anna Thiele                                               |
| Romerska ädlingar, sändebud, präster, munkar, soldater, romerska medborgare Kör |          |                                                           |

## Handling
Operan utspelar sig i Rom i mitten av 1300-talet. 
Akt I
Utanför Rienzis hus i Rom. Familjen Orsinis anhängare enleverar Rienzis syster Irene. Adriano Colonna älskar flickan och befriar henne. De båda fientliga patriciersläkterna Orsini och Colonna står stridsberedda mot varandra. Endast Rienzi lyckas förhindra att en strid bryter ut. Folket hyllar Rienzi som Roms befriare och väljer honom till folktribun.
Akt II
Adeln planerar i hemlighet att låta mörda Rienzi. Denne har anordnat en försoningsfest. Adelssläkterna måste lova att leva i endräkt och svära en ed om detta. Under fredsfesten stöter Orsini sin dolk i Rienzis bröst, men en brynja räddar hans liv. Folket kräver att Orsini skall straffas, men Rienzi låter nåd gå före rätt.
Akt III
Rienzi leder det beväpnade folket i kamp mot adeln, som har brutit sin ed. I striderna stupar huvudmännen för släkterna Orsini och Colonna. Adriano svär att hämnas.
Akt IV
Adriano hetsar de romerska medborgarna mot Rienzi. När folktribunen tillsammans med sin syster Irene vill besöka Laterankyrkan, blir han bannlyst av den påvlige legaten Raimondo. Även alla som förblir Rienzis trogna kommer att drabbas av bannbullan. Alla vänder sig från honom. Endast Irene står kvar vid broderns sida och tillbakavisar Adrianos frieri.
Akt V
Rienzi och Irene tar farväl av Rom och av livet. Det upphetsade folket sätter Capitolium i brand. Adriano återvänder för att rädda sin älskade Irene, men i samma ögonblick störtar det brinnande torget samman och begraver Rienzi, Irene och Adriano under sig.

## Mottagande och kritik
Rienzi blev en omedelbar succé. Denna hans första riktiga framgång av något slag, var avgörande för Wagners karriär och lanserade honom som en kompositör att räkna med. Den följdes inom några månader av hans utnämning till kapellmästare vid Dresdenoperan (februari 1843), vilket också gav honom stor prestige.  Den fick också kritik på andra håll i Europa. Den unge Eduard Hanslick, som senare kom att bli en av Wagners främsta kritiska motståndare, skrev 1846 i Wien:

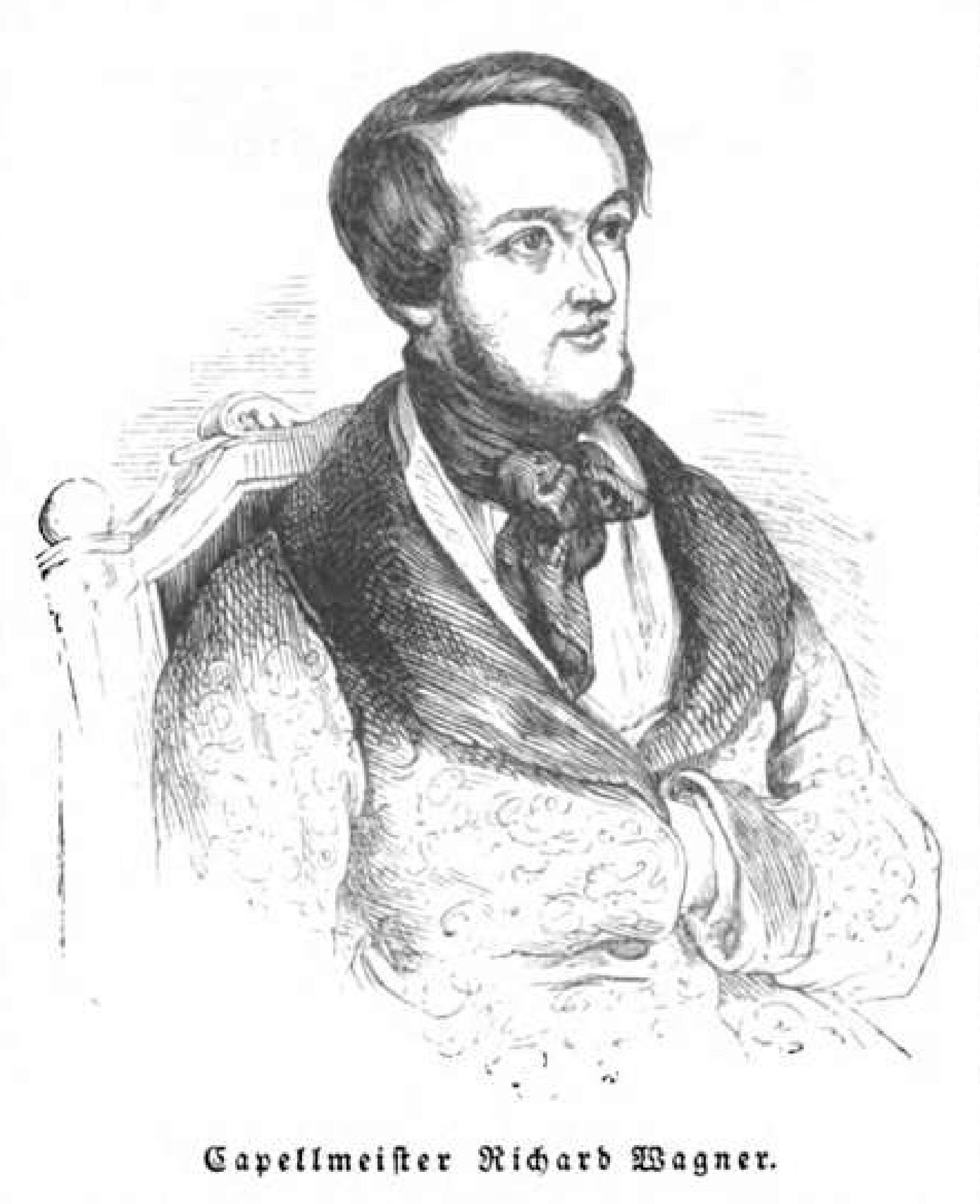
Richard Wagner avtecknad i Illustrirte Zeitung 1843

Jag är av den bestämda uppfattningen att [Rienzi] är det finaste som åstadkommits inom grand opera under de senaste tolv åren, att det är den mest betydelsefulla dramatiska skapelsen sedan 'Hugenotterna', och att den är lika epokgörande för sin egen tid som 'Hugenotterna', 'Friskytten' och 'Don Giovanni', var och en för sin respektive period i musikhistorien.
Andra kritiska kommentarer genom tiderna har inkluderat (förutom von Bülows gliring om att det var "Meyerbeers bästa opera"), "Meyerbeers sämsta opera" (Charles Rosen), "ett anfall av musikalisk mässling" (Ernest Newman) och "det största musikdrama som någonsin komponerats" (Gustav Mahler).
Franz Liszt skrev 1859 en "Fantasi över teman från Rienzi" (S. 439) för piano.
Wagner uppfattade senare Rienzi som en pinsamhet. I sin självbiografiska essä "Eine Mitteilung an meine Freunde" från 1852 skrev han: "Jag såg den bara i form av 'fem akter', med fem briljanta 'finaler', med hymner, processioner och den musikaliska vapenstöten". Cosima Wagner skrev ner Wagners kommentar i sin dagbok den 20 juni 1871:
"Rienzi" är mycket motbjudande för mig, men de borde åtminstone känna igen elden i den; Jag var musikdirektör och jag skrev en stor opera; Det faktum att det var samma musikdirektör som gav dem några hårda nötter att knäcka – det är det som borde förvåna dem.
Verket har på så sätt hamnat utanför dagens Wagnerkanon och framfördes först vid Festspelen i Bayreuth 2013, iscensatt av Matthias von Stegmann. Även om kompositören förnekade det, kan det noteras att Rienzi förebådar teman (bror/syster-relationer, social ordning och revolution) som Wagner ofta skulle återvända till i sina senare verk.

## Rienzioch Adolf Hitler
August Kubizek, en barndomsvän till Adolf Hitler, hävdade att Hitler var så påverkad av att se Rienzi som ung man 1906 eller 1907 att det utlöste hans politiska karriär, och att när Kubizek påminde Hitler 1939 i Bayreuth om hans jublande svar på operan hade Hitler svarat: "I den stunden började allt!" Även om Kubizeks sanningshalt har ifrågasatts allvarligt, är det känt att Hitler hade originalmanuskriptet till operan, som han hade begärt och fått i femtioårspresent 1939. Manuskriptet fanns i Hitlers bunker; det blev antingen stulet, förlorat eller förstört genom brand när bunkerns innehåll förstördes efter Hitlers död (manuskriptet till Wagners tidigare verk Die Feen tros ha gått samma öde till mötes).  Thomas Grey kommenterar:
I varje steg av "Rienzis" karriär – från ... acklamation som ledare för Volk, genom militär kamp, våldsamt undertryckande av upproriska fraktioner, förräderi och ... Hitler skulle utan tvekan ha fått näring för sina fantasier.
Albert Speer påstår sig ha kommit ihåg en händelse när Robert Ley förespråkade att man skulle använda en modern sammansättning för att öppna partimötena i Nürnberg, men Hitler avvisade denna idé:
"Vet du, Ley, det är ingen tillfällighet att jag låter partimötena öppna med ouvertyren till "Rienzi". Det är inte bara en musikalisk fråga. Vid tjugofyra års ålder övertalade denne man, som var son till en värdshusvärd, det romerska folket att driva ut den korrumperade senaten genom att påminna dem om det romerska rikets storslagna förflutna. När jag som ung man lyssnade till denna välsignade musik på teatern i Linz fick jag en vision om att jag också en dag måste lyckas ena det tyska riket och göra det stort igen.

## Utgåvor
Den ursprungliga versionen av Rienzi gick förlorad i bombningen av Dresden 1945, och manuskriptet (som den hade baserats på) förlorades i Berlin 1945. Såvitt man vet hade inga fullständiga kopior gjorts av någon av versionerna. Rienzi utfördes dock aldrig av kompositören till en slutlig version, så alla framföranden av den sedan 1945 har varit rekonstruktioner.
Ett klaverutdrag från början av 1840-talet, baserat på Wagners utkast, finns kvar som den enda existerande primärkällan. Två bevarade partitur som gjordes i Dresden i början av 1840-talet (under Wagners överinseende) återspeglar redan de tunga strykningar som gjordes i föreställningarna. Det första tryckta partituret, som gjordes under Wagners överinseende 1844, återspeglar ännu kraftigare strykningar.
En kritisk utgåva av operan utarbetades av Schott Music i Mainz 1976 som volym III av deras vetenskapliga kompletta utgåva av Wagners verk. Redigerad av Wagnerforskarna Reinhard Strohm och Egon Voss. Den använder de bevarade källorna men innehåller också den pianoversion från 1844 som utarbetades av Gustav Klink, (som innehåller några av de passager som är borttagna från tidiga framföranden).
Sammantaget är det inte möjligt att exakt rekonstruera Wagners "original" Rienzi, men Rienzi å andra sidan blev uppenbarligen aldrig fullbordad av kompositören. Den förändrades ständigt under 1840-talet (och, verkar det som, möjligen under Wagners livstid), så det är inte möjligt att helt fastställa Wagners exakta eller slutliga avsikter baserat på befintliga bevis.